# Harrison Reed
Harrison James Reed (Worthing, Inglaterra, Reino Unido, 27 de enero de 1995) es un futbolista inglés. Juega de centrocampista y su equipo es el Fulham F. C. de la Premier League de Inglaterra.

## Trayectoria

### Southampton
Reed debutó profesionalmente para el Southampton el 27 de agosto de 2013 contra el Barnsley en el Oakwell Stadium, donde entró en el minuto 81 por Jay Rodriguez en la victoria 5-1 en la Copa de la Liga. Debutó por la Premier League el 7 de diciembre de 2013 contra Manchester City en el St Mary's Stadium.

### Préstamo al Norwich City
El 5 de julio de 2017 se fue a préstamo al Norwich City para toda la temporada. Debutó con el club el 5 de agosto en el empate 1-1 frente al Fulham en Craven Cottage. Anotó el primer gol de su carrera en la victoria 2-0 al Queens Park Rangers el 16 de agosto de 2017.

### Préstamo al Blackburn Rovers
Llegó al Blackburn Rovers como préstamo por toda la temporada el 27 de agosto de 2018.

### Préstamo al Fulham
El 8 de agosto de 2019 el Fulham F. C. hizo oficial su llegada como cedido una temporada con opción de compra. Tras lograr el ascenso a la Premier League, a finales de agosto de 2020 firmó un contrato hasta 2024.

## Selección nacional
Ha representado a Inglaterra en las categorías sub-19 y sub-20.

## Estadísticas

### Clubes
Actualizado al último partido disputado el 3 de mayo de 2025.
| Club                                                                                    | Div.          | Temporada     | Liga  | Liga  | Copas nacionales(1) | Copas nacionales(1) | Copa internacionales(2) | Copa internacionales(2) | Total | Total |
| Club                                                                                    | Div.          | Temporada     | Part. | Goles | Part.               | Goles               | Part.                   | Goles                   | Part. | Goles |
| --------------------------------------------------------------------------------------- | ------------- | ------------- | ----- | ----- | ------------------- | ------------------- | ----------------------- | ----------------------- | ----- | ----- |
| Southampton F. C. Inglaterra                                                            | 1.ª           | 2013-14       | 4     | 0     | 4                   | 0                   | —                       | —                       | 8     | 0     |
| Southampton F. C. Inglaterra                                                            | 1.ª           | 2014-15       | 9     | 0     | 1                   | 0                   | —                       | —                       | 10    | 0     |
| Southampton F. C. Inglaterra                                                            | 1.ª           | 2015-16       | 1     | 0     | 0                   | 0                   | 2                       | 0                       | 3     | 0     |
| Southampton F. C. Inglaterra                                                            | 1.ª           | 2016-17       | 3     | 0     | 6                   | 0                   | 0                       | 0                       | 9     | 0     |
| Southampton F. C. Inglaterra                                                            | Total club    | Total club    | 17    | 0     | 11                  | 0                   | 2                       | 0                       | 30    | 0     |
| Norwich City F. C. Inglaterra                                                           | 2.ª           | 2017-18       | 39    | 1     | 4                   | 0                   | —                       | —                       | 43    | 1     |
| Norwich City F. C. Inglaterra                                                           | Total club    | Total club    | 39    | 1     | 4                   | 0                   | —                       | —                       | 43    | 1     |
| Blackburn Rovers F. C. Inglaterra                                                       | 2.ª           | 2018-19       | 33    | 3     | 3                   | 0                   | —                       | —                       | 36    | 3     |
| Blackburn Rovers F. C. Inglaterra                                                       | Total club    | Total club    | 33    | 3     | 3                   | 0                   | —                       | —                       | 36    | 3     |
| Fulham F. C. Inglaterra                                                                 | 2.ª           | 2019-20       | 28    | 0     | 0                   | 0                   | —                       | —                       | 28    | 0     |
| Fulham F. C. Inglaterra                                                                 | 1.ª           | 2020-21       | 31    | 0     | 2                   | 0                   | —                       | —                       | 33    | 0     |
| Fulham F. C. Inglaterra                                                                 | 2.ª           | 2021-22       | 39    | 0     | 3                   | 0                   | ―                       | ―                       | 42    | 0     |
| Fulham F. C. Inglaterra                                                                 | 1.ª           | 2022-23       | 37    | 3     | 5                   | 0                   | ―                       | ―                       | 42    | 3     |
| Fulham F. C. Inglaterra                                                                 | 1.ª           | 2023-24       | 27    | 0     | 7                   | 0                   | ―                       | ―                       | 34    | 0     |
| Fulham F. C. Inglaterra                                                                 | 1.ª           | 2024-25       | 12    | 0     | 5                   | 0                   | ―                       | ―                       | 17    | 0     |
| Fulham F. C. Inglaterra                                                                 | Total club    | Total club    | 174   | 3     | 22                  | 0                   | —                       | —                       | 196   | 3     |
| Total carrera                                                                           | Total carrera | Total carrera | 263   | 7     | 40                  | 0                   | 2                       | 0                       | 305   | 7     |
| (1) Incluye Copa de la Liga de Inglaterra y FA Cup. (2) Incluye Liga Europa de la UEFA. |               |               |       |       |                     |                     |                         |                         |       |       |

### Selección nacional
| Selección         | Temporada     | Encuentros | Encuentros |
| Selección         | Temporada     | Part.      | Goles      |
| ----------------- | ------------- | ---------- | ---------- |
| sub-19 Inglaterra | 2014          | 3          | 0          |
| sub-19 Inglaterra | Total         | 3          | 0          |
| sub-20 Inglaterra | 2014-2015     | 13         | 0          |
| sub-20 Inglaterra | Total         | 13         | 0          |
| Total carrera     | Total carrera | 16         | 0          |

## Palmarés

### Campeonatos nacionales
| Título           | Club         | País       | Año  |
| ---------------- | ------------ | ---------- | ---- |
| EFL Championship | Fulham F. C. | Inglaterra | 2022 |